# Canadian Solar
Canadian Solar Inc. — публічна компанія, яка виробляє сонячні фотоелектричні модулі та реалізує масштабні проекти з будівництва сонячних електростанцій.
Canadian Solar (NASDAQ: CSIQ), заснована Шоном Ку в 2001 році в Гуелфі, Онтаріо, Канада, та має дочірні компанії в більш ніж 24 країнах на 6 континентах.  компанія виробляє сонячні фотоелектричні модулі, бере активну участь у поширенні використання сонячної енергії в побутових та промислових цілях, бере участь у чисельних енергетичних проєктах комунального масштабу. Після придбання компанією Recurrent Energy загальний проектний портфель Canadian Solar досяг 20,4 ГВт.
У листопаді 2006 року компанія стала публічною (NASDAQ: CSIQ), з ціною 15 доларів США за акцію. 
Включно з двома виробничими потужностями в Онтаріо, Canadian Solar налічує близько 21 000 працівників по всьому світу. 
Фундація прав людини розкритикувала компанію після того, про що йдеться у  звіті The Globe and Mail за 2021 рік коли виявилося, що компанія управляє сонячною електростанцією в Сіньцзяні, Китай, неподалік від табору для інтернованих уйгурів .  Guelph Mercury Tribune пізніше розповіла про другу сонячну електростанцію в Сіньцзяні.  У відповідь на запитання про фірму на прес-конференції прем’єр-міністр Джастін Трюдо сказав: «Ми будемо продовжувати дуже, дуже тісно співпрацювати та підтримувати співпрацю з [Canadian Solar Inc., Dynasty Gold Corp. і GobiMin Inc.], і з усіма компаніями, які інвестують у цю сферу, щоб переконатися, що вони дотримуються канадських цінностей і канадського законодавства».  Крім того , Globe виявив, що в 2019 році Canadian Solar підписала важливу угоду з виробником полікремнію GCL-Poly, компанією, дочірнє підприємство якої в Сіньцзяні має зв’язки з примусовою працею.  Mercury Tribune повідомила, що наприкінці 2021 року Canadian Solar продала обидві свої сонячні електростанції в Сіньцзяні в консорціумі з різними китайськими банками та інвестиційними групами. 

## Виробництво
Виробничі потужності Canadian Solar у Канаді, Китаї, Індонезії, В’єтнамі та Бразилії виробляють злитки, пластини, сонячні батареї, сонячні фотоелектричні модулі, системи сонячної енергії та інші сонячні вироби.
Основна частина виробничих потужностей Canadian Solar розташована в Канаді та Китаї.  Завод в Онтаріо має виробничу потужність понад 500 МВт на рік. 

### Продукти
Canadian Solar пропонує сонячні модулі, сонячні енергетичні системи, автономні сонячні системи для дому та інші сонячні продукти.
Глобальний бізнес-підрозділ Canadian Solar PV project працює понад шість років і розробляє фотоелектричні проекти по всьому світу, спеціалізуючись на розробці проектів, проектуванні систем, проектуванні та фінансуванні. Крім того, Canadian Solar може впоратися з розгортанням систем фотоелектричних проектів потужністю від кількох сотень кіловат до мегават.
Стандартні модулі Canadian Solar живляться від 156 x 156 мм (6 дюймів) монокристалічних або полікристалічних сонячних батарей.

## Проекти
Нижче наведено деякі з проектів Canadian Solar:

### Європа
- 1 МВт – Мюнхен, Німеччина (липень 2010) [14]
- 70 МВт – Solarpark Meuro, Меро, Німеччина (серпень 2011 р.)
- 78 МВт – Senftenberg Solarpark Senftenberg, Німеччина (вересень 2011)
- 70 МВт – фотоелектрична електростанція Ровіго, Ровіго, Італія (листопад 2010 р.)
- 15 МВт – три системи по 5 МВт кожна, Конволл, Великобританія (вересень 2011 р.)

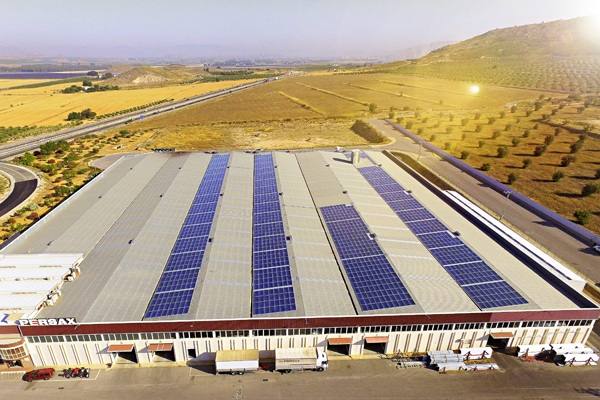
Dual Cell HiKu Module 0.55 MW Commercial Solar Rooftop

- Dual Cell HiKu Module 0.55 MW Commercial Solar Rooftop8 МВт – Вільнев-де-Марсан, Франція (квітень 2012 р.)

### Північна Америка
- 27 МВт – Служби охорони здоров’я Саннібрук, Канада (2009)
- 5 MW – Extreme Makeover: Home Edition, Джорджія, США (травень 2010)
- 148 МВт – Дім Рональда Макдональда, Сан-Дієго, Каліфорнія, США (червень 2010 р.)
- 5 МВт – Сонячна ферма Keystone, Пенсільванія, США (жовтень 2012 р.)
- 8,5 МВт - Canadian Solar 1 (CS1), Канада (серпень 2012 р.)
- 10 МВт – Brockville 1, Канада (червень 2013)
- 9 МВт – Броквіль 2, Канада (вересень 2013 р.)
- 10 МВт – сонячний парк Silvercreek, Канада (січень 2014 р.)
- 146,4 МВт – Гондурас (жовтень 2014) [15]
- 28,4 МВт – Лос-Анджелес, Каліфорнія (листопад 2014) [16]
- 5,86 МВт – Массачусетс (липень 2014) [17]
- 10 МВт – Онтаріо, Канада (січень 2015 р.)
- 100 МВт – Онтаріо, Канада (липень 2015) [18]
- 100 МВт – Техаський сонячний проект, Техас (листопад 2015) [19]
- 100 МВт – Округ Кінгс, Каліфорнія (серпень 2016) [20]
- 200 МВт – Каліфорнія (вересень 2016) [21]
- 258 МВт – округ Фресно, Каліфорнія (вересень 2016) [22]
- 60 МВт – Лос-Анджелес, Каліфорнія (вересень 2016) [23]
- 5,74 МВт – Фаулер, Каліфорнія (листопад 2016) [24]

### Південна Америка
- 185 МВт – Бразилія (вересень 2016) [25]
- 191,5 МВт – Бразилія (жовтень 2016) [26]
- 114 МВт – Бразилія (листопад 2016) [27]

### Азіатсько-Тихоокеанський регіон
- 30 МВт - біля Тумсюка, Сіньцзян, Китай (2019) [7]
- 10 МВт – Ніньсяхонгсібао, Китай (серпень 2010 р.)
- 20 МВт – Вулате, Внутрішня Монголія, Китай (грудень 2013 р.)
- 30 МВт – Suzhou Golden Sun Projects, Китай (листопад 2012 р.)
- 25 МВт – Гаджнер, Біканер, Раджастан, Індія (листопад 2013 р.)
- 1,3 МВт – Хіого, прим. Місто Аваджі, Японія (січень 2013)
- 5 МВт – сонячна ферма Нормантон, Австралія (грудень 2015) [28]
- 17,4 МВт – Сонячна ферма Лонгріч, Австралія (вересень 2016) [29]
- 30 МВт – Сонячна ферма Оакі, Австралія (вересень 2016) [29]
- 30 МВт – Телангана, Індія (жовтень 2016) [30]
- 190 МВт - сонячна ферма Suntop - Австралія (жовтень 2020 р.)
- 146 МВт - сонячна ферма Gunnedah, Австралія (жовтень 2020 р.)

## Придбання
Recurrent Energy: у 2015 році Canadian Solar завершила придбання компанії-девелопера сонячної енергії Recurrent Energy у Sharp Corporation приблизно за 265 мільйонів доларів США 

### Участь у виставкових подіях
У вересні 2023 року Компанія взяла участь у міжнародній виставці RE+, яка відбулася у місті Лас-Вегас, США.
У листопаді 2023 року Canadian Solar взяла участь у виставці World Smart Energy Week Osaka 2023 в Японії.

## Відзнаки
Компанію Canadian Solar за версією видання Newsweek визнано найбільш надійною компанією світу у 2024 році.